# Sandane flygplats, Anda
Sandane flygplats, Anda (bokmål: Sandane lufthavn, Anda nynorska: Sandane lufthamn, Anda) är en regional flygplats belägen norr om Sandane i Norge. 
Flygplatsen byggdes 1975. År 2010 förlängdes banan något som då byggdes över väg E39 i form av en flygplansviadukt.
Flygplatsen ligger vid väg E39, 10 km från Sandane. Den andra huvudorten som använder flygplatsen är Nordfjordeid, 12 km bort inkluderat en färjeförbindelse.

## Faciliteter
Det finns inga butiker eller restauranger på flygplatsen. Korttidsparkering är gratis medan långtidsparkering är avgiftsbelagd. Biluthyrning finns tillgängligt och taxi kan förbeställas.  

## Destinationer

### Inrikes
| Flygbolag | Destinationer                             |
| --------- | ----------------------------------------- |
| Widerøe   | Bergen, Førde, Oslo, Sogndal, Ørsta-Volda |